# Durgapur
Pour les articles homonymes, voir Durgapur (homonymie).
Durgapur (en bengali : দুর্গাপুর) est une ville de l'État du Bengale-Occidental, dans le nord-est de l'Inde.
Durgapur (/ dɡɑːrʊəpʊər / or / -ɡæ- /) est une ville dans le district de Bardhaman, dans l'État du Bengale occidental, en Inde. Durgapur est la cinquième ville la plus grande du Bengale occidental. Durgapur est la deuxième ville planifiée de l'Inde après Chandigarh et a le seul port opérationnel sec (intérieur) dans l'Inde orientale. Il est l'une des six sociétés municipales dans le Bengale occidental.

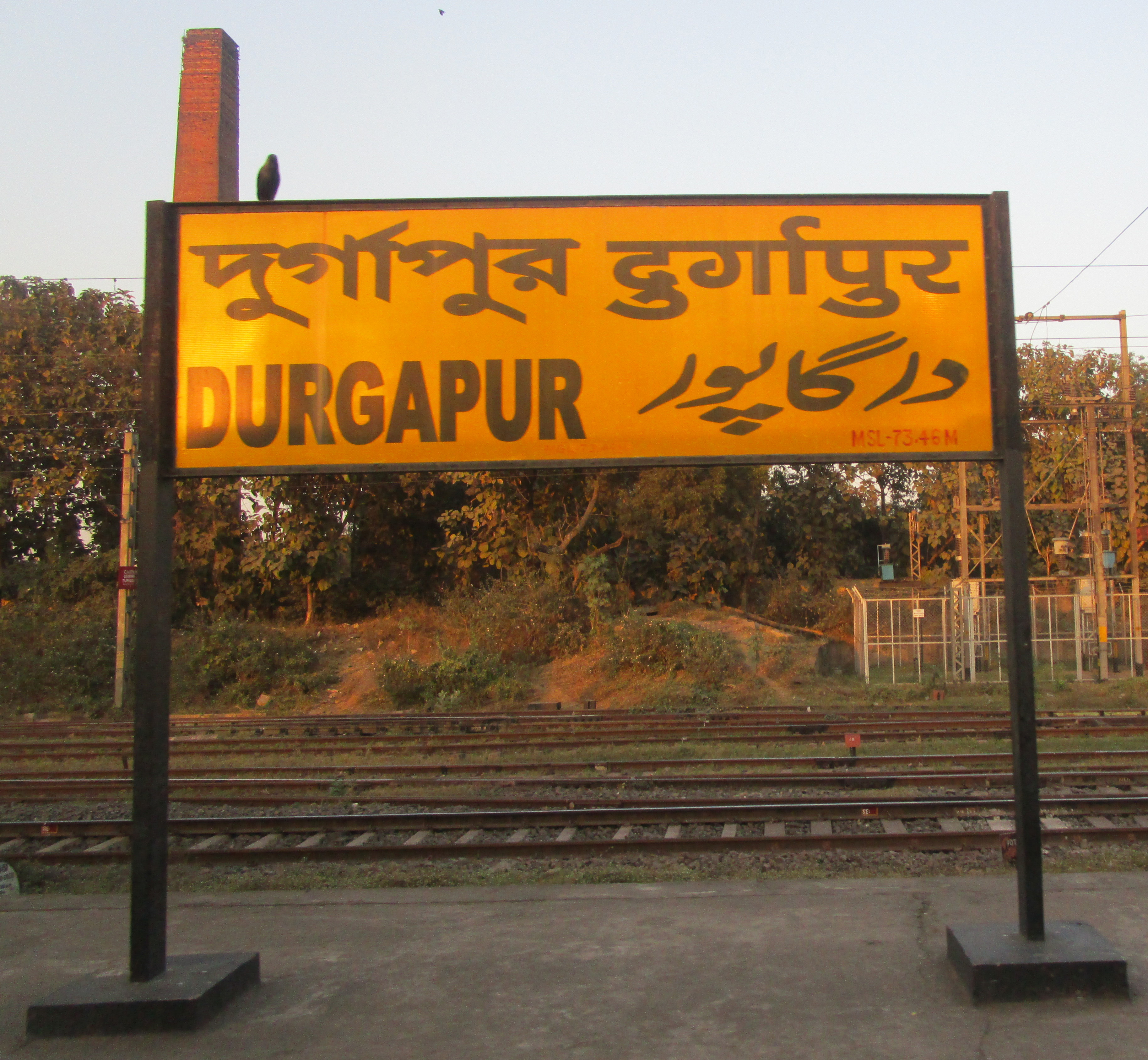
la gare

Durgâpur, connue sous le nom de « Ruhr d; », est une réalité née du rêve du Dr B. Roy, alors ministre en chef du Bengale occidental.

## Liens externes

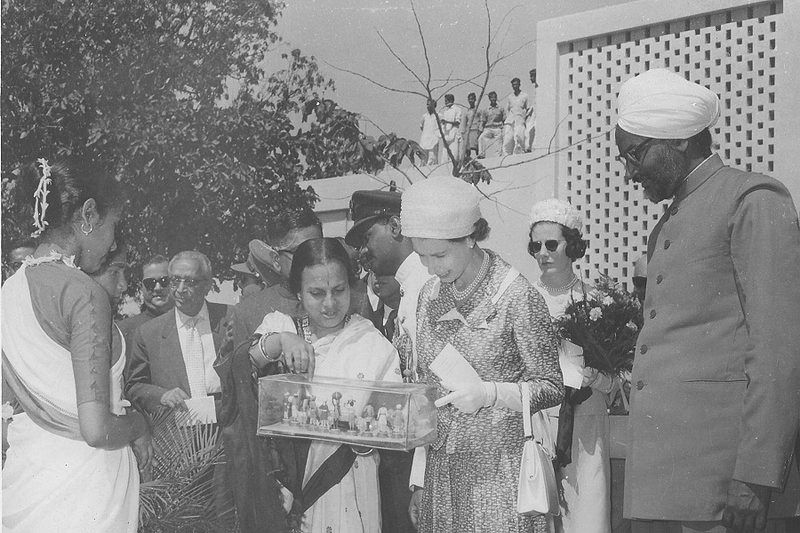
la rene a la ville